# バゼーリチェ
バゼーリチェ（イタリア語: Baselice）は、イタリア共和国カンパニア州ベネヴェント県にある、人口約2,300人の基礎自治体（コムーネ）。

## 地理

### 位置・広がり
ベネヴェント県北東部のコムーネ。県都ベネヴェントから北北東へ33kmの距離にある。

#### 隣接コムーネ
隣接するコムーネは以下の通り。
- カステルヴェーテレ・イン・ヴァル・フォルトーレ
- コッレ・サンニータ
- フォイアーノ・ディ・ヴァル・フォルトーレ
- サン・バルトロメーオ・イン・ガルド
- サン・マルコ・デイ・カヴォーティ

## 行政

### 分離集落
バゼーリチェには、以下の分離集落（フラツィオーネ）がある。
- Aia Mattia, Bosco, Chiaia, Defenza, Pietramonte, Porcara, San Felice